# Triplocephalum
Triplocephalum là một chi thực vật có hoa trong họ Cúc (Asteraceae).

## Loài
Chi Triplocephalum gồm các loài: